# Robrichia
Genre
Synonymes
Selon Tropicos (05 juin 2022) :
- Enterolobium sect. Robrichia Barneby & J.W. Grimes, 1996[3] - Basionyme

Robrichia est un genre de plantes à fleurs dicotylédones (anciennement inclus dans le genre Enterolobium) de la famille des Fabaceae, sous-famille des Mimosoideae, originaire d'Amérique, qui comprend 3 espèces acceptées, et dont l'espèce type est Robrichia schomburgkii (Benth.) A.R.M. Luz & É.R. Souza, 2022.

## Liste d'espèces
Selon Tropicos (05 juin 2022) :
- Robrichia glaziovii (Benth.) A.R.M. Luz & É.R. Souza, 2022
- Robrichia oldemanii (Barneby & J.W. Grimes) A.R.M. Luz & É.R. Souza, 2022
- Robrichia schomburgkii (Benth.) A.R.M. Luz & É.R. Souza, 2022